# Lutzomyia andina
Lutzomyia andina är en tvåvingeart som beskrevs av Osorno F. de, Osorno-mesa E. A., Morales A. 1972. Lutzomyia andina ingår i släktet Lutzomyia och familjen fjärilsmyggor.
Artens utbredningsområde är Colombia. Inga underarter finns listade i Catalogue of Life.